# Joaquín Gómez y Blasco
Joaquín Gómez y Blasco (Fuentes Claras, Aragón, 1774 - Zaragoza, 3 de noviembre de 1821) fue un abogado, gran propietario y político aragonés.
Pertenecía a una importante familia de ganaderos. Se trasladó a Zaragoza, donde desarrollaría toda su trayectoria vital. Allí cursó estudios de Derecho, llegando a ser doctor en Jurisprudencia y abogado del Real e Ilustre Colegio de Abogados de Zaragoza. Probablemente fuera pariente de Miguel Gómez y Cabello, igualmente nacido en Fuentes Claras y que también desarrolló una biografía destacable en Zaragoza, pero como escritor y religioso.
Gómez fue un importante hacendado de la capital aragonesa, llegando a tener más de 3.000 cabezas de ganado en tierras propias o arrendadas. Fue miembro de la Casa de Ganaderos de Zaragoza, institución que aglutinaba a grandes propietarios de ganado, mayorales y pastores. Desde 1811 ocupó destacados cargos dentro de ella: Procurador General, Teniente de Justicia y finalmente Justicia en dos ocasiones (1814-1818 y 1820-1821), su máxima representación posible.
En paralelo, Gómez desarrolló una importante carrera política. Desde 1804 fue regidor del Ayuntamiento de Zaragoza, cargo obtenido en aquél entonces por vía hereditaria. Durante casi veinte años se mantuvo en la corporación municipal, adaptándose a los diferentes cambios de régimen político sobrevenidos en el país. De este modo, su carrera como regidor empezó durante el reinado de Carlos IV; se mantuvo durante el período napoleónico de José I Bonaparte; permaneció en la corporación durante el breve periodo constitucional de las Cortes de Cádiz (salvo unos meses, durante 1814); y finalmente siguió en el Ayuntamiento con el retorno del absolutismo bajo Fernando VII hasta su muerte.
Su relevancia le llevó a formar parte del proceso electoral para designar los diputados por Aragón en las Cortes de Cádiz cuando en 1813 fue renovado el arco parlamentario. El 27 de octubre de 1813 fue elegido diputado al obtener 26 de los 27 votos emitidos (entonces el sistema de elección era censitario), pero al figurar como tercero y último de los diputados suplentes no tuvo tiempo para participar en las Cortes, ya que éstas fueron abolidas por Fernando VII a los pocos meses.
También formó parte de la Real Sociedad Económica Aragonesa de Amigos del País. Falleció en Zaragoza el 3 de noviembre de 1821.